# Hyophila cylindrica
Hyophila cylindrica là một loài Rêu trong họ Pottiaceae. Loài này được (Hook. ex Harv.) A. Jaeger mô tả khoa học đầu tiên năm 1873.